# ولاستا بوریان
ولاستا بوریان (چکی: Vlasta Burian؛ ‏ ۹ آوریل ۱۸۹۱ – ۳۱ ژانویهٔ ۱۹۶۲) بازیگر فیلم و تئاتر، بازیکن فوتبال، نویسنده و نمایشنامه‌نویس اهل کشور جمهوری چک بود. در کشور جمهوری چک به وی لقب «سلطان کمدین‌ها» داده‌اند. این هنرمند و ورزشکار در باشگاه فوتبال اسپارتا پراگ بازی می‌کرده است.
از فیلم‌هایی که وی در آن نقش داشته است، می‌توان به بازرس و دوازده صندلی اشاره کرد.